# 29. pehotna brigada (ZDA)
29. pehotna brigada (izvirno angleško 29th Infantry Brigade) je bila pehotna brigada Kopenske vojske Združenih držav Amerike.

## Zgodovina
Brigada je bila ustanovljena januarja 1959 s preoblikovanjem 120. komunikacijske podporne čete.